# Terrell Brandon
Pour les articles homonymes, voir Brandon.
Terrell Thomas Brandon (né le 20 mai 1970, à Portland, Oregon) est un ancien joueur américain de basket-ball en NBA.

## Biographie
Il joua à l'université de l'Oregon et fut sélectionné au 11e rang de la draft 1991 par les Cavaliers de Cleveland. Brandon passa les six premières années de sa carrière à Cleveland et participa à deux NBA All-Star Game en 1996 et 1997. Il a aussi remporté le trophée de NBA Sportsmanship en 1997.
Après avoir quitté les Cavaliers, Brandon joua deux années pour les Bucks de Milwaukee avant d'être transféré aux Timberwolves du Minnesota. Il fut souvent perturbé par des blessures et, le 13 février 2002, il fut placé sur la liste des blessés par les Timberwolves, qu'il ne réintégrera pas.
Le 23 juillet 2003, Brandon fut transféré aux Hawks d'Atlanta afin de faire baisser le salary cap. Il fut évincé par les Hawks le 17 février 2004, deux ans après son dernier match, et le 9 mars, il annonça sa retraite sportive. Brandon termina sa carrière avec une moyenne de 13.8 points, 3.0 rebonds, 6.1 passes décisives et 1.58 interceptions par match. Terrell fut intronisé au Oregon Sports Hall of Fame en 2006.
Il possède un salon de coiffure à Portland qui compte comme clients de nombreux joueurs NBA.

## Palmarès
- 2× NBA All-Star (1996–1997)
- NBA All-Rookie Second Team (1992)
- NBA Sportsmanship Award (1997)
- Pac-10 Joueur de l'année (1991)
- 2× First-team All-Pac-10 (1990–1991)